# Историјски и поморски музеј Истре
Историјски и поморски музеј Истре једна је од неколико музеолошких установа у Пули у адаптираној венецијанској тврђави, у којој се од 1961. године налазе радни и изложбени простор Музеја. Иначе музеја Истре је основан 31. децембра 1955. године као Музеј револуције, да би од 1990. године своју делатност проширио и на историју Истре.

## Положај и размештај
Историјски и поморски музеј Истре налази се у средишту Пуле, у улици Градски успон 6,  на највишем брду у Пули, на надморској висини од 32,4 метра, између мора и брда Арена, Зара и цркве Светог Михаила, у Истарској жупанији у Републици Хрватској. Музеј своју делатност обавља у адаптираној венецијанској тврђави Каштел, коју су власти Републике Венеције изградиле у одбрамбене сврхе. Утврђење које је пројектовао француски војни инжењер и градитељ фортификацијских објеката Антоан де Вил, зидано је три године (од 1630. до 1633. године).

## Основне информације
Музеј који је основан 1955.године првобитно  је био Музеј револуције, а од 1990. године допуњује своју делатност и бави се и историјом целе Истре.
Међу артефактима којих има око 100.000  у музеју се истичу:
- Земљописне карте Истре познатих европских картографа, Валвасорове ведуте истарских места и врло вредна ведута града Пореча Ерхарда Реувиха, настала између 1486. и 1502. године.
- Ордени, медаље, плакете, дипломе, признања и грбови као обележје историјских кретања и различитих држава које су се у улози владара смењивале на подручју Истре од 16. века до данас.
- Предмети из свакодневници градског живота у Пули и Истри од 18. до 20. века, а односе се на медицину, школство, активности појединих друштава…

Грађа везана за поморску и бродоградитељску традицију у Пули и Истри од 18. до 20. века, обухвата:
- примерке прибора за јело из пулскога Морнаричког касина,
- стари бродоградитељски алат с краја 19. века. који је употребљаван у поморској бази у Пули,
- употребни предмети изроњени током научноистраживачких експедиција на заштићеним подморским локалитетима - на аустроугарскоме путничком пароброду и италијанском разарачу…
- вредни примерци поморских застава аустријског Лојда и аустроугарске трговачке морнарице и ратних поморских застава Аустроугарске Монархије, Краљевине Италије и Немачког Царства, земаља које су током бурне прошлости имале своје ратне базе на подручју јужне Истре.

Музеј поседује и више од 5.000 фотографија и разгледница, филмове и видеозаписе са прилозима из јавног живота Пуле и Истре, етнографску грађу и др.
У четри казаматима на источној страни утврђењ изложен је избор из фундуса: 
- стилски намештај,
- сецесијска стакларија
- сувенири са прелаза из 19. у 20. век,
- примерци морнаричкога официрскогг и подофиицирског прибора за јело,
- морнаричка шкриња оружара Павла Бачуге из 1868. године,
- књига докирања,
- нацрти ратних бродова изграђених у пулскоме Арсеналу
- апотека некадашње царско-краљевске Морнаричке болнице.

У дворишту утврђења изложени су примерци јединог сачуваног брода типа ТОП-Топо, некад карактеристичног пловила на северном Јадрану (изграђеног с почетком 20. века, који је пловио до 1974. године).

## Збирке
Фундус Музеја обухвата више од 100.000 предмета културно-историјске грађе, насталих у временском периоду од каснога средњег века (15. век) до најновијег доба. Главна подручја интересовања Музеја су историја града Пуле, средњовековна историја Истре и истарска историја новога века. Сви артефакти распоређени су у 18 колекција.

### Збирка ордена, медаља, плакета, диплома, печата и грбова
Већина предмета у овој колекцији која је из периода владавине Аустругарске монархије, и из периода југословенске владавине после Другог светског рата, садржи следеће предмете који представљају:
- званични чин одавања почасти, признања или захвалности одређеној заслужној особи, институцији или организацији,
- спомен-обележја издата у знак сећања на значајан догађај.
- различите врсте званичних државних одликовања;
- ордени, медаље, плакете, повеље, дипломе, признања и захвалнице, издате од централних државних органа држава у којима се налазила Истра, к
- предмети који се односе искључиво на догађаје и личности повезане са Истром;
- спомен медаље, споменице, дипломе, плакете и признања од локалног значаја, које су издале локалне власти, институције или угледници.
- колекција грбови и печати.

### Збирка наоружања и војне опреме
У збирци оружја и војне опреме налазе се предмети који су припадали војскама које су кроз историју пролазиле кроз Истру:
- хладни челик,
- ватрено оружје,
- војне униформе
- бројни предмети  војне опреме, војне ознаке, амблеми, чинови.

Најстарији предмети су из периода Млетачке републике и Хабсбуршке монархије (бодежи, кациге, хелебарде, шиавони). Предмети из период 19. века. и 20. века (Аустроугарска монархија, Краљевина Италија, Нацистичка Немачка, СФРЈугославије и Република Хрватска) садрже бројне примере хладног и ватреног оружја, униформе и обележја свих родова војске.

### Нумизматичка збирка
Нумизматичка збирка се састоји се од средстава плаћања која су се у Истри користила кроз вишевековну историју:
- кованице и папирни новац,
- различите облике хартија од вредности,
- помоћна средства плаћања (сертификате, обвезнице и ваучере).

Колекција поседује највећи број артефаката из 19.  и 20. века, а затим из период Хабзбуршке монархије и Млетачке републике.

### Збирка поморства и бродоградње
У фундусу Поморске и бродограђевне збирке налазе се предмети који сведоче о поморској и бродоградитељској традицији у Пули и Истри од 18. века.  У њој се налазе  примерци мерних инструмената (секстанти, октанти, компаси),  стари алати за бродоградњу с краја 19. века. Корисни предмети који су откривени  током научно-истраживачких експедиција на заштићена подморска налазишта - аустроугарски путнички пароброд, аустроугарски ратни брод  и италијански разарач.

### Збирка приградског живота
Збирку приградског живота чине предмети из прве половине 20. века, чија је вредност у томе што садрже артефакте  који сведоче о свим сегментима живота сеоског становништва у Истри.
Поред женске и мушке народне ношње, у збирци се налазе и употребни предмети који су се користили у свакодневном животу сељака у кући и на терену на простору Истре и шире.

### Збирка градског живота
Збирка садржи намештај из разних периода,слике. личне предмете, украсна и употребне предмете од метала, керамике, порцелана, стакла, тканине, дрвета и папира; стари апотекарске предмете и локална штафете младости.

### Збирка плаката и промотивног материјала
Ову збирку чине изложбени плакати, политички плакати, туристички плакати, постери за догађаје, едукативни плакати, пословни плакати, леци,  брошуре, огласи, налепнице, промотивни материјал - хемијске оловке, капе, мајице, кишобрани, привесци, блокови, мапе, мириси, папирнате марамице.
Изложени предмети из ове збирке повезани су са различитим облицима визуелне комуникације у другој половини 20. века и с почетка 21. века. века, што одређује оригиналност и квалитет углавном графичког дизајна.

### Графичка збирка
Збирку чине графика и графичке мапе, цртежи, портрети и пејзажи,  углавном са приказом истарских мотивеа и личности из историје Истре. Иако збирка нема велики фонд, полед дела неколико значајних аутора за историјско наслеђе Истре Збирка садржи и колекциу графике савремених уметника.

### Збирка застава
Збирка садржи историјске војне заставе, заставе политичких партија, заставе професионалних, грађанских и политичких удружења, заставе сукобљених страна у Другом светском рату (партизанска, немачка и италијанска, Република ди Сало); као и југословенске и хрватске државне заставе, аустроугарске поморске заставе, сигналне и нумеричке заставице.
Посебна вредност ове колекције огледа се у поморским заставама аустријског Лојда и заставама аустроугарске трговачке морнарице, те поморским заставама Аустро-Угарске монархије, Краљевине Италије и Немачког царства, земаља које су имале њихове ратне базе у јужној Истри.

### Картографска збирка
Збирка садржи историјске карте, ратне карте, етнографске карте, саобраћајне карте, хидрографске карте, атласе, плановие лука, планове града и графичке листове.
Иако збирка нема квантитативно велику грађу, садржи значајне предмете за историјско наслеђе Истре, од краја 16. до прве половине 20. века, од којих су неки делови збирке изузетно ретки.